# 春華門

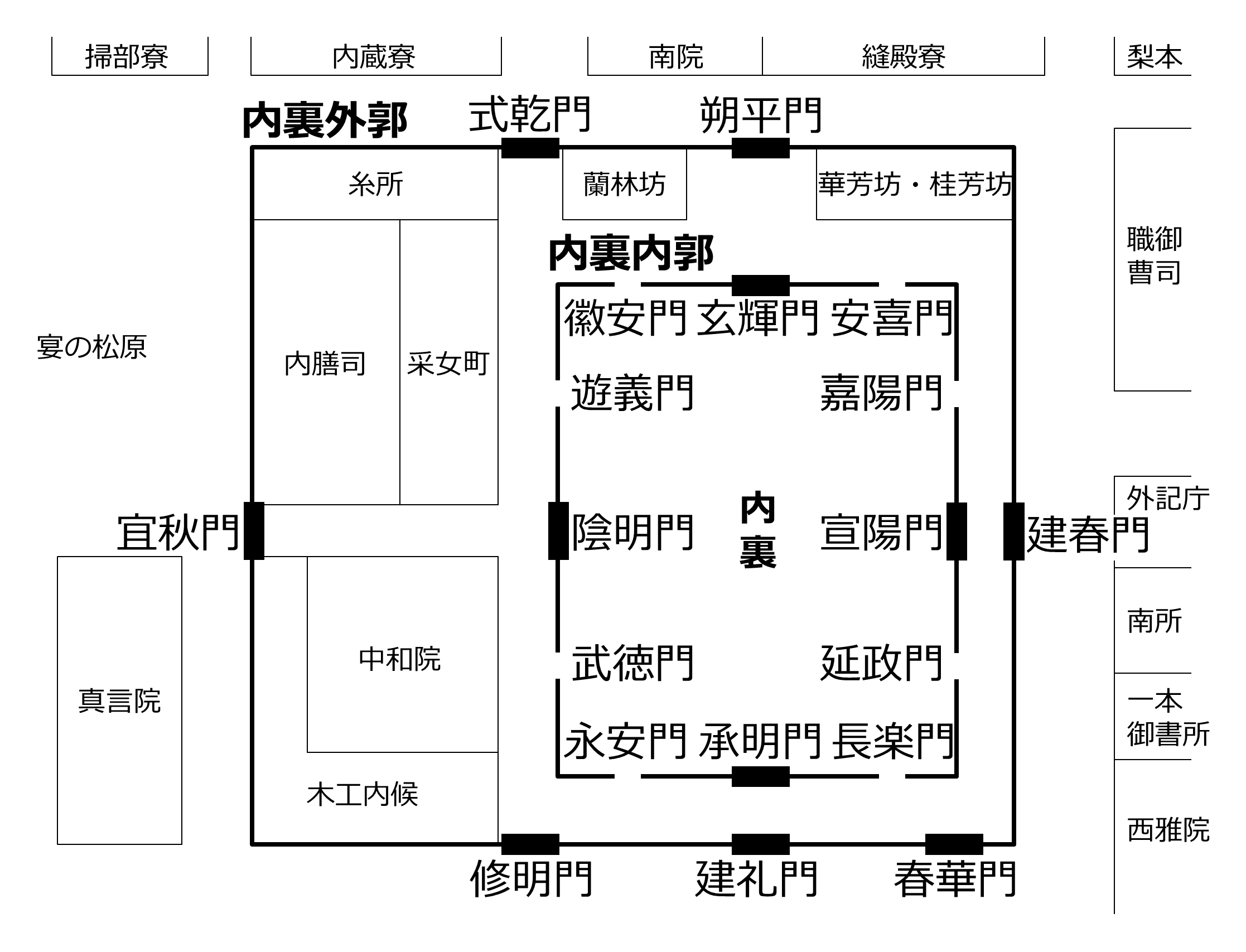
平安京内裏諸門図

春華門（しゅんかもん）は、平安京内裏の外郭門の1つ。

## 概要
平安宮内裏外郭の南東端に位置し、建礼門を挟んで修明門と対する。
門の東西に左馬寮の建物があったことから「左馬陣」の異名を持つ。「左廂僻仗門」ともいった。
また輦車の宣旨（牛車の通行を禁じた内裏内郭で、輦車に乗ることを許可する宣旨で、皇族・女御・大臣などのうち特定の者に賜った）を得た公卿たちが参内したときも、春華門の前で下車するのが恒例だった。